# Utdikatjärnen (Ore socken, Dalarna, 680443-147072)
Utdikatjärnen är en sjö i Rättviks kommun i Dalarna och ingår i Dalälvens huvudavrinningsområde.